# Kazutami Watanabe
Kazutami Watanabe (渡邊一民 Watanabe Kazutami?, 5 de enero de 1932 - 21 de diciembre de 2013) fue un estudioso y traductor japonés para literatura francesa.
Watanabe, quien nació en Tokio, se graduó en el Departamento de Literatura de la Facultad de Filología Francesa de la Universidad de Tokio en 1955. Después de conseguir su Ph.D en la misma universidad, se convirtió en un profesor en el Departamento General de Educación de la Universidad de Rikkyo en 1960, y profesor asistente en 1963. En 1965, se convirtió en un profesor asistente en la Escuela de Literatura Francesa de la misma universidad, y en 1970 profesor titular. De 1981 a 1983, fue el decano del Departamento de Literatura. Después de su retiro en 1997, fue nombrado profesor emérito.
Su esposa, Hitomi, es la hija mayor de Shūichi Sakō, un diplomático. Watanabe murió a la edad de 81 a partir de la sepsis 21 en diciembre de 2013.

## Premios
- Premios Kamei Katsu (1982) por su libro sobre Kunio Kishida.

## Escritos
- 神話への反抗 (思潮社, 1968)
- ドレフュス事件|ドレーフュス事件 政治体験から文学創造への道程 (筑摩書房, 1972)
- 文化革命と知識人 (第三文明社, 1972)
- 近代日本の知識人 (筑摩書房, 1976)
- フランス文壇史 (朝日選書, 1976)
- 西欧逍遥 (講談社, 1978)
- 岸田国士論 (岩波書店, 1982)
- ナショナリズムの両義性 若い友人への手紙 (人文書院, 1984)
- 林達夫とその時代, (岩波書店, 1988)
- 故郷論 (筑摩書房, 1992)
- フランスの誘惑 近代日本精神史試論, (岩波書店, 1995)
- 〈他者〉としての朝鮮 文学的考察, (岩波書店, 2003)
- 中島敦論 (みすず書房, 2005)
- 武田泰淳と竹内好 (みすず書房, 2010)

## Traducciones
- Guillaume Apollinaire Complete Works, (primer volumen con Shintaro Suzuki), (Books Kinokuniya, 1959)
- Pierre Miquel, L' Affaire Dreyfus, Hakusuisha, 1960
- Simone Weil, Writings, (Shunjūsha, 1967- 1968）
- Michel Foucault, The Order of Things, (con Akira Sasaki, Shinchosha, 1974)
- Georges Bernanos, Writings, Vol. 2, Les grands cimetières sous la lune, (Shunjūsha, 1977)
- Simone Weil, Philosophy Lectures, (con Takanori Kawamura, Jimbunshoin, 1981)